# Lèmming
Els lèmmings (Lemmus) són un gènere de rosegadors de la família dels cricètids. El seu hàbitat natural és la tundra àrtica. Són coneguts per les seves migracions massives. Tenen una llargada de cap a gropa de 10-13,5 cm i una cua de 18-26 mm. Pesen 40-112 g i són grisos o marrons. Tenen urpes afilades al polze. La gestació dura 16-23 dies, al cap dels quals neixen una mitjana de set cries. El nom genèric Lemmus significa ‘lèmming’ en llatí.
Existeix el mite que els lèmmings se suïciden en massa llençant-se al mar com un mecanisme d'autorregulació de la natura. És per aquesta raó que aquests animals van donar nom al videojoc Lemmings.